# Kazimierz Pomorski
Kazimierz Pomorski (do 1945 niem. Kasimirsburg) – osada wsi Łekno w Polsce, położona w województwie zachodniopomorskim, w powiecie koszalińskim, w gminie Będzino, nad strugą Strzeżenicą.
W latach 1975–1998 Kazimierz Pomorski położony był w województwie koszalińskim.

## Historia
Dawna rezydencja myśliwska księcia Kaźka słupskiego, w 1544 zmarł tu biskup Erazm von Manteuffel. W końcu XVIII wieku powstał tu majątek ziemski, który po 1945 został upaństwowiony i przekształcony w Państwowe Gospodarstwo Rolne.

## Komunikacja
W Kazimierzu Pomorskim znajduje się przystanek kolejowy o tej samej nazwie.

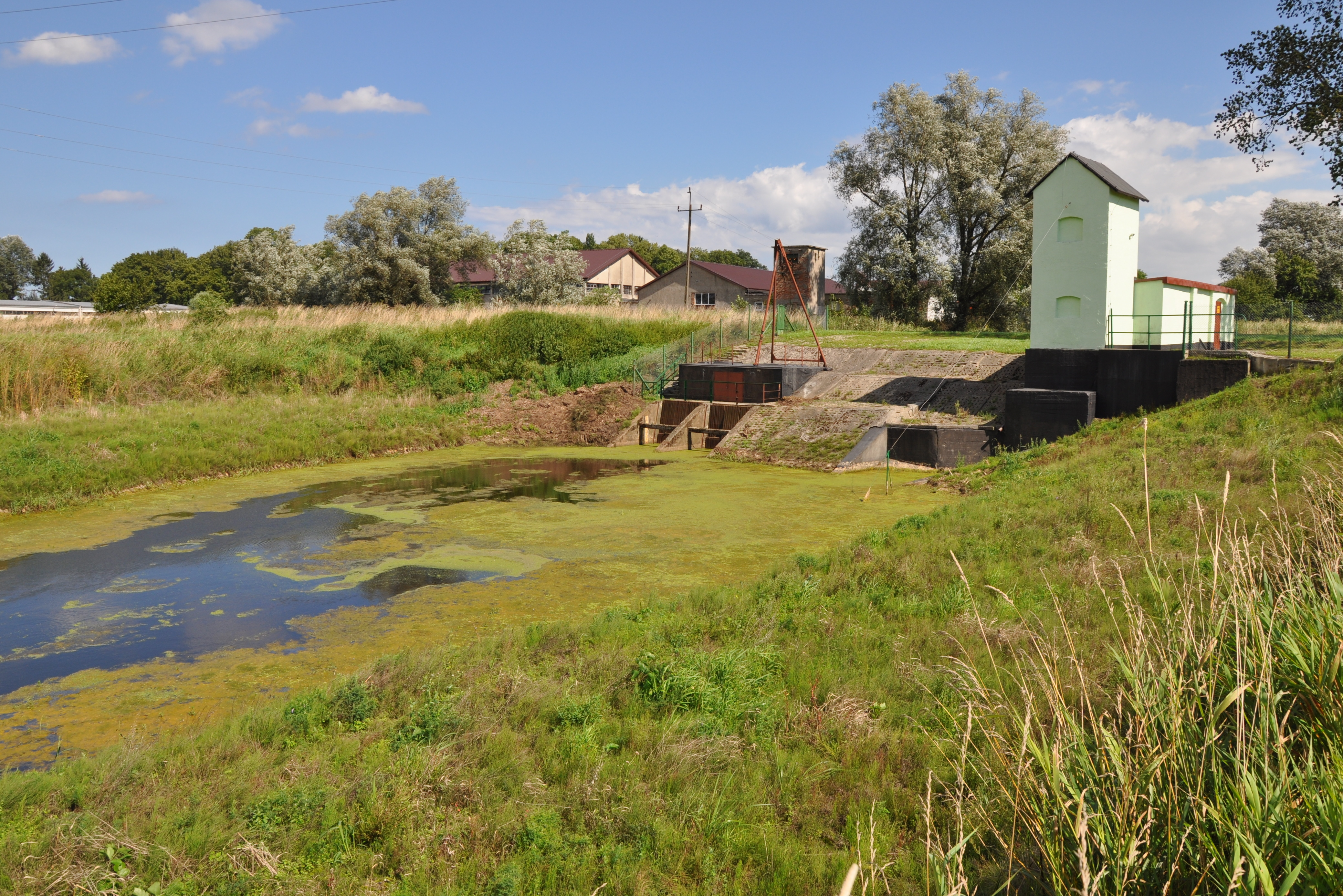
Stacja pomp w zachodniej części wsi